# Cançoneret de Ripoll

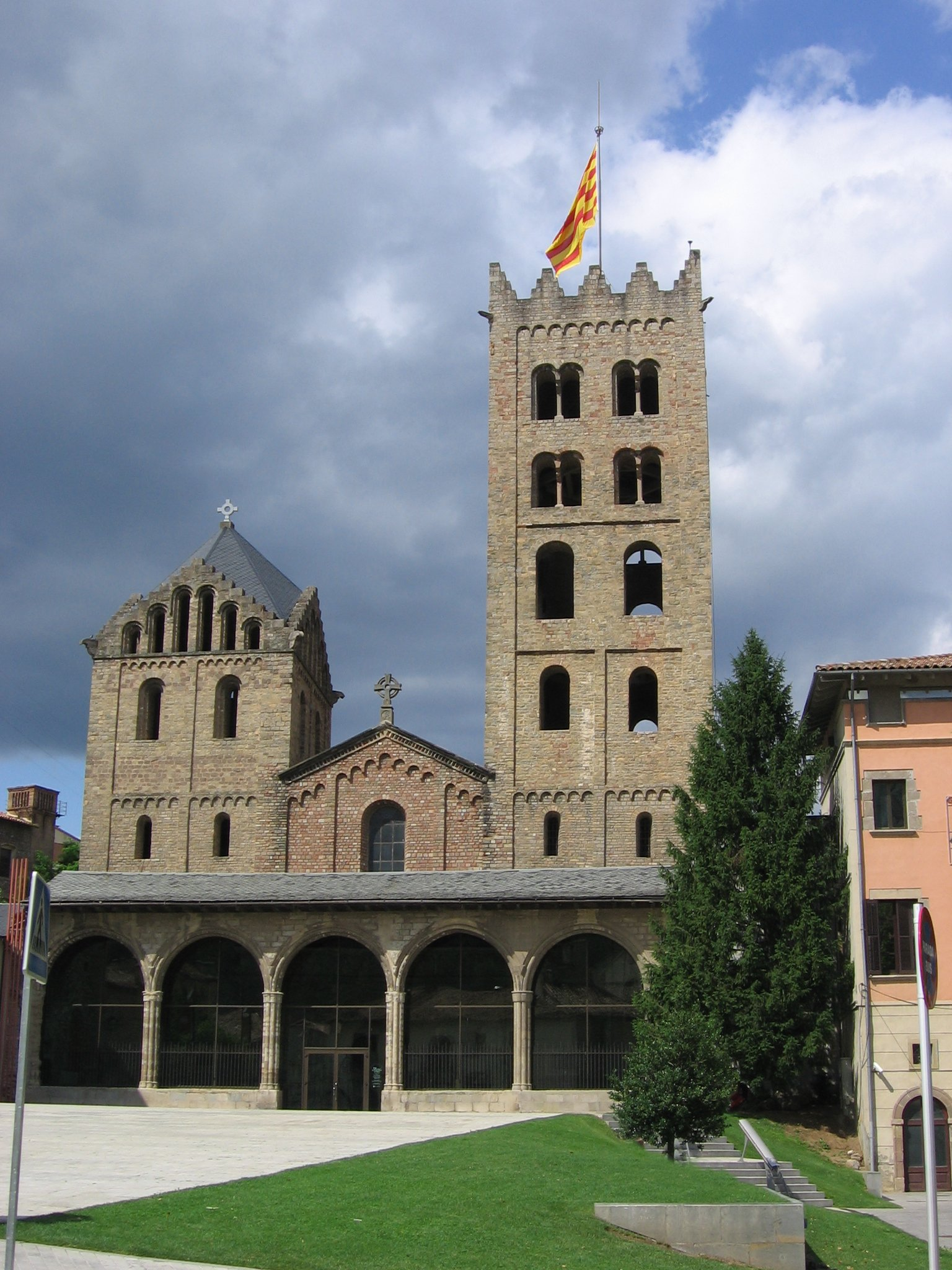
Veduta del Monastero di Ripoll

Il Cançoneret de Ripoll o Canzoniere di Ripoll (in latino Carmina Riulpullensa) è un breve canzoniere redatto in catalano e occitano, risalente alla metà del XIV secolo e, ad ogni modo, dopo il 1346, allorché Pietro III il Cerimonioso organizza una manifestazione letteraria, menzionata proprio nel canzoniere. Influenzato da Cerverí de Girona, il canzoniere e il movimento che lo ispirò sono considerati elementi di transizione tra l'epoca dei trovatori e la nuova lirica rappresentata da Ausiàs March. L'unico manoscritto che ci ha tramandato canzoniere di Ripoll si trova nell'"Archivio della Corona di Aragona" (ms. 129 di Ripoll).
L'origine del manoscritto è oggetto di controversia. Un argomento a favore della provenienza dalla stessa comunità monastica di Ripoll (dove il manoscritto rappresentava il registro più antico della biblioteca prima di essere trasferito a Barcellona) è fornito dall'uso del latino medievale con cui inizia l'introduzione di alcune poesie e dall'abbondanza di autori ecclesiastici citati. D'altra parte, alcuni storici della letteratura, come Martí de Riquer, hanno indicato un'origine "aristocratica" o "cortigiana" basandosi sui riferimenti a Pietro, conte di Ribagorza, a persone e luoghi della contea del Rossiglione e a quelli del re di Maiorca, e sull'evidenza dell'influenza goliardica.
Il Cançoneret contiene una versione delle Regles de trobar di Jofre de Foixà, con una continuazione anonima senza titolo, che si relaziona soprattutto al genere e alla forma poetica. Diciotto poesie intere e un frammento costituiscono la parte grammaticale dell'opera. Tutti i poeti citati sono catalani, ma solo cinque o sei sono menzionati con il loro nome. La classificazione generica del Cançoneret lo situerebbe insieme alla "Dottrina di comporre dettami", possibilmente opera di Raimon Vidal, e ad altre produzioni del Consistori del Gay Saber, come le Leys d'amors.
Nel Cançoneret si riconoscono i seguenti generi: la canson, la tida, il sirventés, le coblas de acuyndamens, le coblas de cuestiones, la hacia, la danza, la desdança e la viadera. Il Cançoneret conferma che il verso era semplicemente una canzone "di materia tutta morale" e che la viadera era la pus jusana spècies qui és en los cantàs (il genere più umile che vi è tra le canzoni). Unica, nel Cançoneret de Ripoll, è la distinzione che vi si fa tra coblas, con scambi di coblas tra i trovatori, come quelle di acuyndamens e di cuestiones. Le coblas de acuyndamens spezzano i vincoli di vassallaggio, di amore e di fedeltà.
Tra i trovatori citati nell'opera abbiamo Guillem de Cabestany, Raimbaut de Vaqueiras, Arnaut Daniel, Peire Cardenal e Folquet de Marselha (sebbene il riferimento sia erroneo, il poeta potrebbe essere Pons Fabre de Uzès). Tra i cosiddetti "poetas catalanes" si sono conservati alcune composizioni di Dalmau de Castellnou, Pedro Alamany e del Capellà de Bolquera. Viene anche menzionata nell'opera l'intestazione di un altro componimento di Pedro de Vilademany: Del orden Suy de noble infante don Pedro. Vi sono comunque vari autori di poesie non identificati nel Cançoneret: un "poeta anonimo", tre frati (frailes), una monaca (monja), un frate Uguó, priore, un "Francisco" e un "arciprete (arcipreste).